# 開爾文格羅夫公園

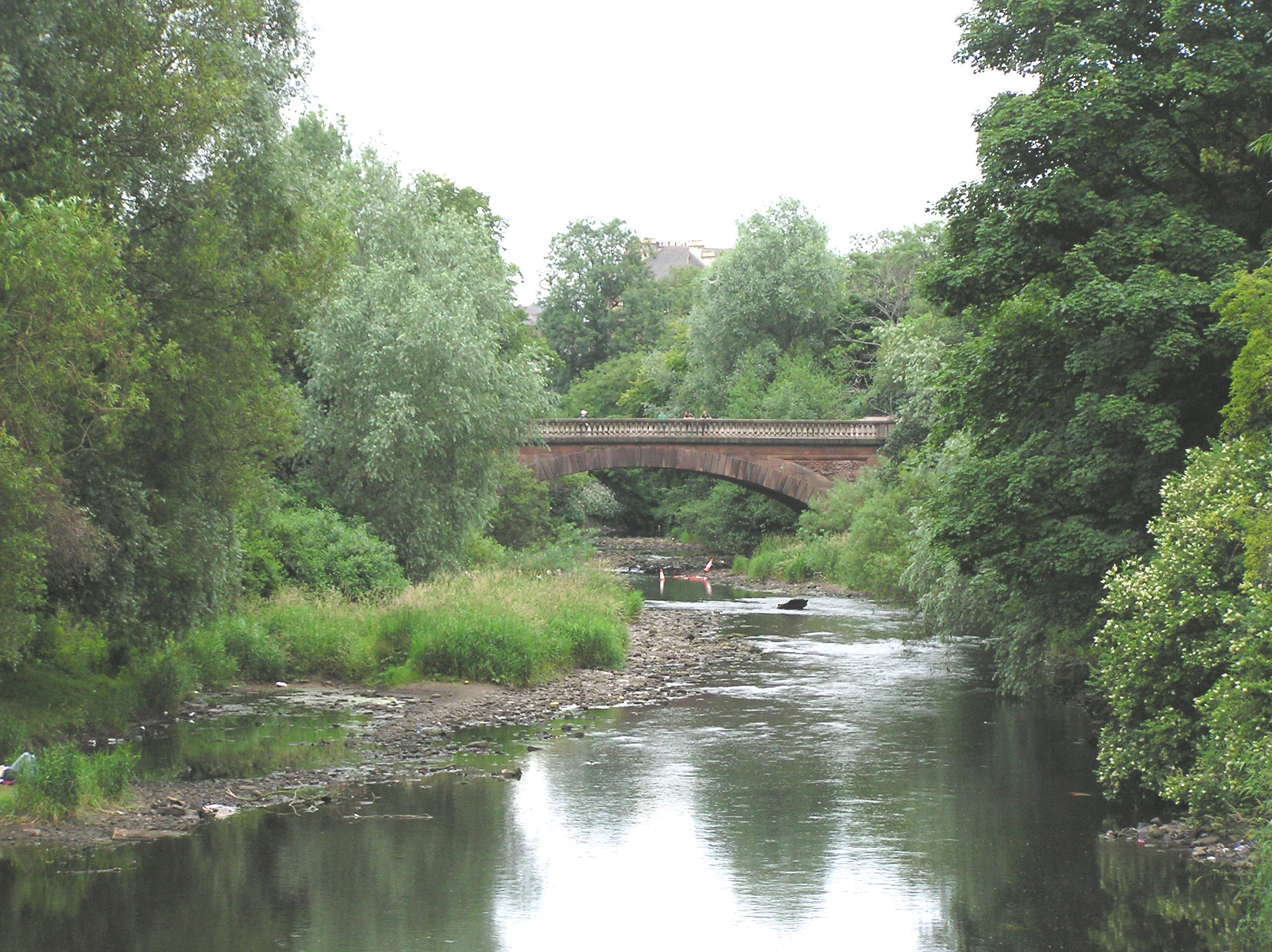
開爾文格羅夫公園

開爾文格羅夫公園（Kelvingrove Park）是一座位於英國蘇格蘭格拉斯哥西部開爾文河畔的公園，著名的開爾文格羅夫美術館位於這裡。開爾文格羅夫公園最初名為「西區公園」（West End Park），創建於1852年，修建耗資99,569英鎊，相當於現在的約800萬英鎊。

## 外部連結
- 维基共享资源上的相關多媒體資源：開爾文格羅夫公園
- Location map[永久]
- The Friends of Kelvingrove Park （页面存档备份，存于）
- Kelvingrove Art Gallery and Museum （页面存档备份，存于）
- Urban Fly fishing on the Kelvin （页面存档备份，存于）